# Raggophyllum
Raggophyllum is een geslacht van rechtvleugeligen uit de familie sabelsprinkhanen (Tettigoniidae). De wetenschappelijke naam van dit geslacht is voor het eerst geldig gepubliceerd in 1967 door Nickle.

## Soorten
Het geslacht Raggophyllum  is monotypisch en omvat slechts de volgende soort:
- Raggophyllum spinosum (Nickle, 1967)